# Laura Amelia Guzmán và Israel Cárdenas

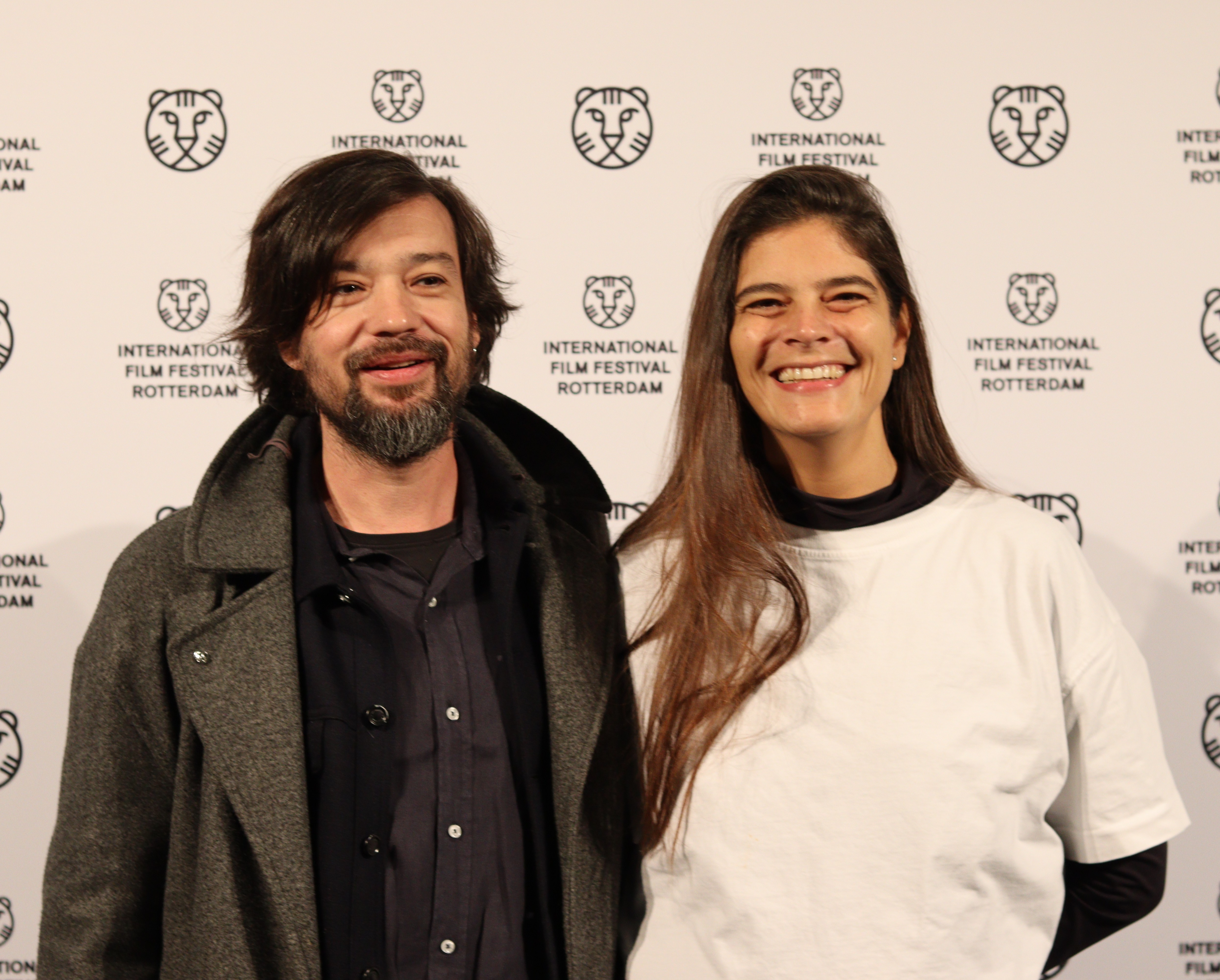
Israel Cárdenas và Laura Amelia Guzmán

Laura Amelia Guzmán (sinh ngày 7 tháng 5 năm 1980) và Israel Cárdenas (sinh ngày 15 tháng 2 năm 1980) là một nhóm giám đốc của vợ và chồng.

## Đầu đời
Guzmán được sinh ra ở Cộng hòa Dominica với cha mẹ là giám đốc nghệ thuật. Ban đầu, cô làm việc như một nhà quay phim trước khi chuyển sang làm đạo diễn.
Cárdenas sinh ra và lớn lên ở Mexico.

## Sự nghiệp làm phim
Guzmán và Cárdenas bắt đầu làm đạo diễn cùng nhau vào năm 2007 với bộ phim của họ là Cochochi.
Năm 2010, họ đồng đạo diễn bộ phim Jean Gentil thu hút sự chú ý của nữ diễn viên Geraldine Chaplin. Sau khi nghe lời khen ngợi nồng nhiệt của Chaplin về bộ phim của họ, họ đã quyết định mời cô một vai trong bộ phim tiếp theo Sand Dollars của họ. Sau khi Chaplin đồng ý xuất hiện trong một vai nhỏ, cặp đôi quyết định viết lại các nhân vật nam chính là phụ nữ để trao cho Chaplin một vai trò lớn hơn. Bộ phim được chọn là đệ trình của Cộng hòa Dominican cho Giải thưởng Hàn lâm cho Phim nói tiếng nước ngoài hay nhất năm 2015 nhưng không lọt vào danh sách ngắn.
Năm 2016, Guzmán tuyên bố cô đang chỉ đạo phần tiếp theo của Sand Dollars có tên Noeli Overseas. Bộ phim cuối cùng được công chiếu tại Cộng hòa Dominican năm 2018 và được ghi nhận cho cả Guzmán và Cárdenas.
Bộ phim Holy Beasts của họ được công chiếu tại Liên hoan phim quốc tế Berlin lần thứ 69. Bộ phim có sự tham gia của Geraldine Chaplin và Udo Kier trong vai những người bạn hư cấu lắp ráp để quay kịch bản bị mất của nhà biên kịch Dominican ngoài đời thực Jean-Louis Jorge, người đã bị sát hại vào năm 2000.

## Đóng phim
- Nam Kỳ (2007)
- Jean Gentil (2010)
- Sand Dollars (2014)
- Noeli Overseas (2016) (chỉ dành cho Guzmán)
- Chàng trai vàng (2016)